# Isabel Mas Fortuny
Isabel Mas Fortuny (Reus, 4 d'abril de 1924 - 7 de juny de 2017) va ser una pintora catalana.
Era filla de Pere Mas Mestres, lampista de Maspujols, i d'Antònia Fortuny Mas, modista de Gràcia, Barcelona). Va aprendre pintura com a deixebla de Josep Ferré Revascall quan tenia 18 anys, i l'any 1945 va participar al VII Saló d'Artistes Locals que organitzava el Centre de Lectura. En aquesta mateixa entitat va fer dues exposicions individuals, i una altra a Valls, i va participar en un bon nombre d'exposicions col·lectives. Va guanyar un premi juvenil a Madrid, el primer premi de pintura a Flix, i un parell d'accèssits a concursos patrocinats per la Diputació de Tarragona l'any 1958. A Amposta la van guardonar amb el Premi Nacional de Pintura.
A mitjans dels anys cinquanta va emprendre un viatge per Europa, i va viure a Anglaterra, França, Suïssa i Alemanya, i va estudiar litografia i aiguafort a la Polytecnic School de Londres. L'any 1962 va tornar a Reus, on va ser mare per primera vegada, i va assistir a classes de tapís i esmalt a l'Escola taller d'Art de Tarragona. Va formar part del moviment d'artistes ara desaparegut conegut amb el nom de «Grup d'Ara».
L'any 1968 es va casar amb Jack Salter, un ceramista format a Anglaterra. La parella va buscar innovacions artístiques i van obrir un taller al carrer de la Concepció, un carrer situat al centre històric de Reus.
L'any 1969 va néixer la seva filla. Tres anys més tard Mas i Salter van obrir el «Taller2», que van convertir en un espai d'intercanvi i de trobada per a artistes de diferents tendències. Isabel Mas va conrear quasi sempre la pintura a l'oli, i també va treballar el dibuix, amb pastels, carbó i sanguina.
Segons el Museu de Reus, que l'any 2023 va organitzar una exposició retrospectiva de la seva obra, Isabel Mas 
«va ser una dona avançada al seu temps, que ens ha deixat un enriquidor llegat d'obres d'art i de vivències pioneres».